# تقسیمات اداری هند

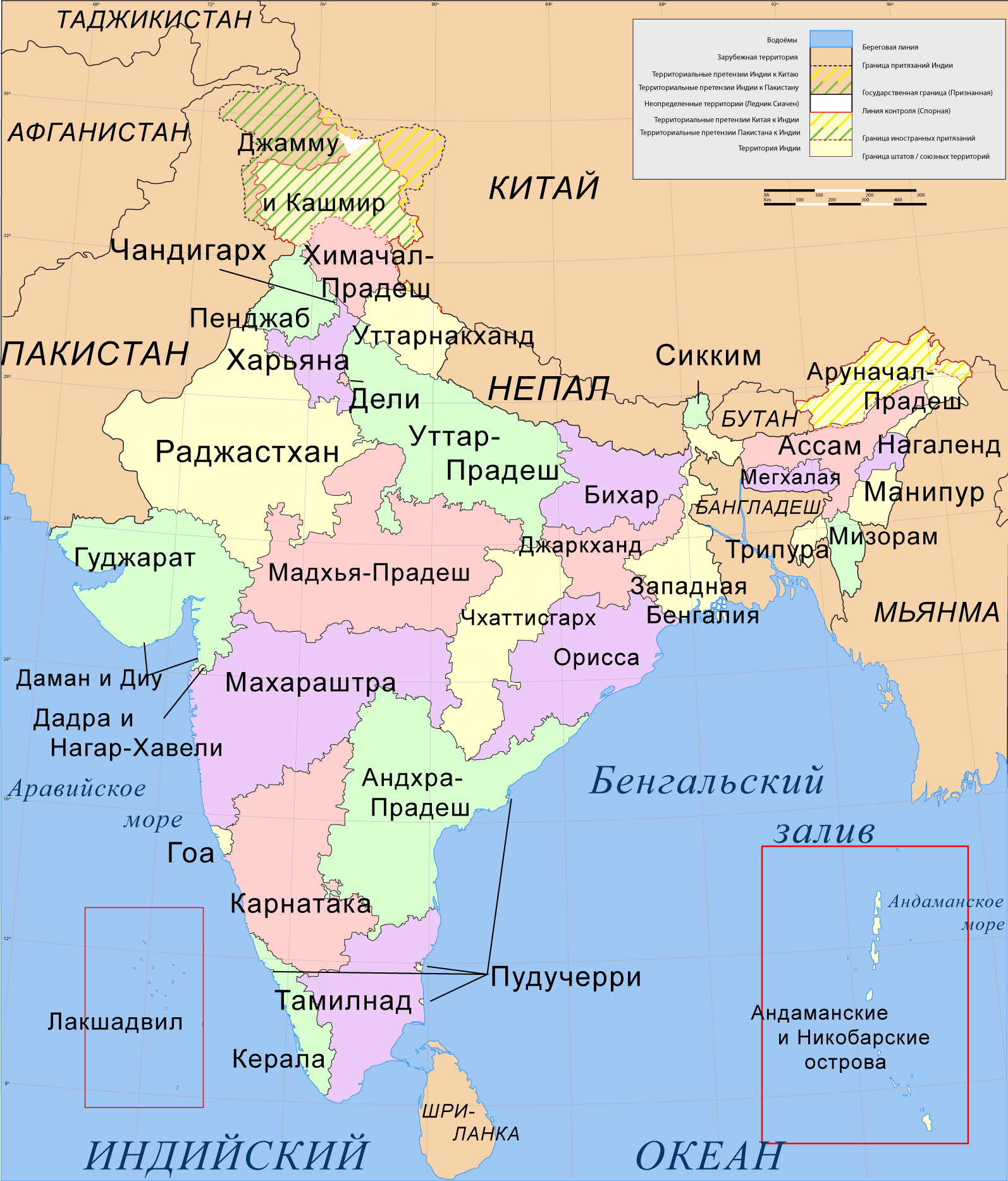
تقسیمات اداری هند

تقسیمات اداری هند (انگلیسی: Administrative divisions of India) به ساختار اداری حاکمیتی در کشور هند اشاره دارد. 